# Der Mord, der nie verjährt
Der Mord, der nie verjährt ist ein deutscher Spielfilm des Jahres 1968 aus dem DEFA-Studio für Spielfilme von Wolfgang Luderer.

## Handlung
Der Referendar Lautenberg betritt im Jahr 1929 das Schöffengericht in Berlin-Mitte, um hier seine Ausbildung anzutreten. Der für ihn zuständige Staatsanwaltsrat hat gerade die Anklagevertretung in einer Sache übernommen, die nach seinen Worten, alles andere als schön ist. Er vertritt den Reichsanwalt Paul Jörns als Nebenkläger gegen den Herausgeber der Zeitschrift  Das Tage-Buch, der hier wegen Beleidigung und übler Nachrede angeklagt ist. In einem Artikel der Zeitschrift wurde die Eignung Jörns für das Amt des Reichsanwalts angezweifelt, da er als damaliger Kriegsgerichtsrat in der Garde-Kavallerie-Schützen-Division im Jahr 1919 bei der Aufklärung der Morde an Rosa Luxemburg und Karl Liebknecht die Mörder begünstigt hat. 
Rückblickend zeigt der Film die Geschehnisse aus dem Jahr 1919. Im Berliner Hotel  Eden am Kurfürstendamm befindet sich das Hauptquartier der Garde-Kavallerie-Schützen-Division unter dem Kommando von Generalleutnant Heinrich von Hofmann. Am 15. Januar 1919 betritt der Erste Generalstabsoffizier Waldemar Pabst dessen Zimmer, um ihm mitzuteilen, dass Rosa Luxemburg und Karl Liebknecht in Berlin-Wilmersdorf verhaftet wurden und sich auf dem Weg ins Hotel befinden. Hauptmann Pabst erhält den Befehl, die Offiziere zu bestimmen, die als Transportführer die Gefangenen in die Gefängnisse bringen sollen, wobei zu verhindern ist, dass diese dort lebend eintreffen. Kapitänleutnant Horst von Pflugk-Harttung und Leutnant Rudolf Liepmann fahren mit Karl Liebknecht, der durch den Jäger Otto Runge bereits am Hotelausgang mit einem Gewehrkolben schwer verletzt wird, in den Tiergarten, wo Liebknecht angeblich auf der Flucht von Leutnant Liepmann erschossen wird. Oberleutnant Kurt Vogel übernimmt den Transport von Rosa Luxemburg, die ebenfalls von Otto Runge mit dem Gewehrkolben zusammengeschlagen wird. Noch im Auto wird sie aus nächster Nähe erschossen und anschließend in den Landwehrkanal geworfen.
In der Gerichtsverhandlung gelingt es, durch die Aussagen von Zeugen, die Schuldhaftigkeit des Reichsanwalts Jörns an der Verhinderung der Aufklärung der Morde an den beiden Kommunisten nachzuweisen. Das beginnt mit der Vernehmung des ehemaligen Kriegsgerichtsrats der Garde-Kavallerie-Schützen-Division Dr. Kurtzig, der zehn Jahre zuvor in seiner Funktion abgelöst und durch Jörns ersetzt wird. Kurtzig sind mehrere Ungereimtheiten bei der Durcharbeitung des Falles aufgefallen, weshalb er gegen den Oberleutnant Vogel und Kapitänleutnant von Pflugk-Harttung Haftbefehle erlässt. Deshalb verliert er die Zuständigkeit für diesen Fall und Jörns erste Amtshandlung ist die Freilassung der beiden Gefangenen zu veranlassen. Auch die Zeugen Wegmann und Ruch, die ebenfalls im Jahr 1919 vom Vollzugsrat des Arbeiter- und Soldatenrates Groß-Berlin als Beisitzer dem Kriegsgerichtsrat Jörns zugeordnet wurden bestätigen, wie sie bei der Aufklärung des Falles ständig von Jörns nur behindert wurden. 
Der Referendar Lautenberg bekommt immer mehr Zweifel an der fairen Durchführung der Verhandlung. Dazu tragen auch die Gespräche zwischen Jörns und dem Staatsanwaltsrat bei, denen er zeitweise beiwohnen kann. So vernimmt er auch, auf welchen Wegen der Jäger Otto Runge vor den Fängen der Justiz versteckt wird, um für eventuelle Aussagen nicht zur Verfügung zu stehen. Auf Grund der Initiative Lautenbergs gelingt es aber trotzdem Otto Runge, der jetzt unter einem anderen Namen lebt, aufzufinden und ihn zu einer Zeugenaussage vor dem Gericht zu bewegen. Seine Aussage bestätigt die Vermutung, dass er den Befehl von höherer Stelle erhalten hat, Liebknecht und Luxemburg mit dem Gewehr ernsthaft zu verletzen und dass es keine Volksmassen gab, die denen die Verletzungen zufügten. Er gibt zu, dass alle seine Angaben bei der Gerichtsverhandlung 1919 diesbezüglich falsch waren. Auch Leutnant Liepmann wird als Zeuge vernommen und bestätigt, dass er Karl Liebknecht auf Befehl erschossen hat. 
Der Angeklagte Bornstein von der Zeitschrift Das Tage-Buch wird freigesprochen, da die in dem Artikel erwähnten Vorwürfe gegen den Reichsanwalt Jörns keine Beleidigung und üble Nachrede darstellen. Der Referendar Lautenberg wird aus dem Justizdienst entlassen.

## Produktion und Veröffentlichung
Der Rechtsanwalt und Mitautor des Drehbuchs Friedrich Karl Kaul wird in dem Film als junger Referendar Lautenberg dargestellt und war in dem geschilderten Fall selbst zugegen.
Der Mord, der nie verjährt wurde unter dem Arbeitstitel Der Fall Jörns als Schwarzweißfilm in Totalvision von der Künstlerischen Arbeitsgruppe „Babelsberg“ gedreht und hatte seine feierliche Premiere am 11. Januar 1968 im Berliner Kino International. Im Deutschen Fernsehfunk wurde der Film am 15. Januar 1969 im 1. Programm gesendet.

## Kritiken
Im Neuen Deutschland schrieb Elvira Mollenschott am 13. Januar 1968: 

„Die Wahrheit über die Morde an Rosa Luxemburg und Karl Liebknecht, wie Paul Levi sie im Verlauf des Prozesses enthüllte, das Komplott Noskes und der Militärs, ihr Zusammenspiel mit dem Rechtsverdreher Jörns, all das wird anschaulich und einprägsam in einer Fülle von Rückblenden auf das Tatgeschehen gezeigt. Stärker, als hätte man sich nur auf die Wiedergabe der Zeugenaussagen und Plädoyers in einem Prozeßstück beschränkt, wird die Geschichte selbst lebendig, werden die Vorgänge durchschaubar.“

In der Neuen Zeit äußert sich H. U. am 14. Januar 1968: 

„Die Faktizität des Dargestellten ist die eine, ihre überzeugende künstlerische Umsetzung die andere Sache. Und hier hat der Film denn doch einige Schwächen. Einzelne Verstöße gegen die Logik der Filmdramaturgie und etliche ungeschickte szenische Arrangements sind nicht zu übersehen; ja, sie bewirken sogar, daß Vorgänge von unbezweifelbarer Authentizität etwas unwahrscheinlich anzumuten beginnen. Dem eminent zeitgeschichtlichen Wert des Films steht nicht immer die entsprechende ästhetische Qualität zur Seite.“

In der Berliner Zeitung bemerkte Günter Sobe am 16. Januar 1968: 

„Im dramaturgischen Aufbau hält sich der Film, der in Totalvision gedreht wurde, recht genau an die bei den Fernseh-Pitaval-Serien erfolgreich geübten Praktiken. Ob das allerdings fürs Kino soweit übernommen werden sollte, daß man sogar die kommentierenden Schlußsätze hier auch anhängt, bleibt fraglich.“

Das Lexikon des internationalen Films schreibt, dass es sich um einen gut gespielten, geschichtlich und politisch informativen Film handelt, der seinen Stoff vor allem über Dialoge transportiert.
In der taz. Die Tageszeitung schrieb Stefan Reinecke 2019

„Im dem Gerichtsdrama sind Schwarz und Weiß klar erkennbar: Aufrechte Arbeiter tragen Lederjacke, das Herz am rechten Fleck und lesen die Rote Fahne. Die Offiziere sind hinterhältig und tragen Uniform und Kneifer.  (...)
Jörns, Reichswehrgeneral Hoffmann, Pabst sind keine psychologisch durchgearbeiteten Figuren. Sie verkörpern die Reaktion, das Bündnis von Rechtsextremen, Reichswehr und Justiz  (...)
Der Rechtsanwalt des Journalisten bleibt indes namen- und gefühllos. (...)
Den Namen Levi in diesem Prozess zu verschweigen und ihn zur Nebenrolle zu verkleinern, ist zutiefst unehrlich.“